# Си'ан ЈХ-7
Си'ан ЈХ-7 ( – ловац-бомбардер) је кинески двосед ловац-бомбардер. Развила га је кинеска компанија Си'ан из истоименог града. Иако за сада нигде није извезен, ипак има извозну ознаку ФБЦ-1. Унапређена верзија овог борбеног авиона, која носи назив Си'ан ЈХ-7А, ушла је у оперативну употребу 2004. године.

## Развој и дизајн
Развој авиона Си'ан ЈХ-7 званично је отпочео 19 априла 1983. године. Биле су планиране две верзије: за ратно ваздухопловство и за морнаричку авијацију ратне морнарице. Од прве верзије авиона, која је требало да има седишта једно уз друго, се убрзо одустало. Настављен је рад на другој верзији авиона, оној са тандем седиштима. За другу верзију се заинтересовало и ратно ваздухопловство. Шест прототипова авиона је било завршено до децембра 1988. године. Први пробни лет је обављен 14. децембра 1988. године, да би у оперативну употребу авион био уведен 1992. године. Авион на девет подвесних тачака може носити до девет тона убојних средстава, у виду ракета и бомби. Размах крила авиона Си'ан ЈХ-7 је 12,8 метара, а дужина 22,32 m, односно 21,03 m без пито цеви.

## Галерија
- Си'ан ЈХ-7